# European-Mediterranean Seismological Centre
Das European-Mediterranean Seismological Centre (EMSC), bzw. Centre Sismologique Euro-Méditerranéen (CSEM), (Seismologisches Zentrum Europa-Mittelmeer) ist eine internationale gemeinnützige Forschungsgesellschaft mit Sitz in Bruyères-le-Châtel (Frankreich). Sie dient der Forschung im Bereich der Seismologie.

## Geschichte
Aufgrund einer Empfehlung der Europäischen Seismologischen Kommission wurde 1975 das EMSC gegründet und am 1. Januar 1976 zunächst als Teil des Geophysikalischen Instituts Strasburg in Betrieb genommen. Der Grund hierfür war, dass die Mittelmeerregion durch die Plattengrenze zwischen der Afrikanischen und der Eurasischen Kontinentalplatte ein erdbebengefährdetes Gebiet ist und eine intensivere Erforschung sowie Beobachtung insbesondere dieses Gebiets nötig war. 1983 erhielt die Forschungsgesellschaft ihre Anerkennung als gemeinnütziger Verein. Der Europarat verpflichtete die Gesellschaft 1987, ihm ständig aktuelle Erdbebenwarnungen zur Verfügung zu stellen. Ende 1993 wurde der Hauptsitz nach Bruyères-le-Châtel, an das Laboratoire de Détection et de Géophysique, verlegt, das zum Atomenergiekommissariat gehört.

## Tätigkeit
Das EMSC unterhält ein System zur zeitnahen Ortung von Epizentren von Erdbeben. Es ermittelt die physikalischen Daten von Erdbeben, wie Erdbebenstärke, Lage, Bewegungsmechanismen und Intensität. Die ermittelten Daten werden auch anderen Institutionen wie dem International Seismological Centre oder dem United States National Earthquake Information Center zur Verfügung gestellt. Das EMSC unterstützt die Forschung im Bereich der Seismologie in Europa und den Mittelmeerländern durch Forschungsstipendien und ähnliche Leistungen und unterstützt den Aufbau und die Weiterentwicklung der Technologie zur Beobachtung seismischer Ereignisse.
Das EMSC/CSEM berichtet zeitnah über weltweit auftretende Erdbeben mit Magnituden ab 4,0 sowie über Erdbeben im Euro-Med-Bereich, also Europa, dem afrikanischen Mittelmeerraum und Vorderasien, mit Magnituden ab 2,0. Die Bevölkerung hat die Möglichkeit, Augenzeugenberichte und Fotos einzureichen, die Erdbeben dokumentieren. Es steht auch ein Archiv über die aufgezeichneten Beben seit Oktober 2004 zur Verfügung.

## Struktur
Dem EMSC steht ein Präsident (derzeit Chris Browitt, Vereinigtes Königreich), ein Erster Vizepräsident (derzeit Bruno Feignier, Frankreich) und ein Generalsekretär (derzeit Rémy Bossu, Frankreich) vor. Diese bilden das Koordinationsbüro und sind zusammen mit vier weiteren Vizepräsidenten und drei von den Mitgliedern gewählten Vertretern der Vorstand der Gesellschaft. 
Mitglieder der Gesellschaft sind Forschungsinstitute im Euro-Med-Gebiet. Die fünf Hauptmitglieder sind:
- das Laboratoire de Détection et de Géophysique in Bruyères-le-Châtel (Frankreich),
- das Deutsche GeoForschungsZentrum in Potsdam (Deutschland),
- das Istituto Nazionale di Geofisica e Vulcanologia in Rom (Italien),
- das Istituto Nazionale di Geofisica e Vulcanologia in Mailand (Italien),
- das Instituto Geográfico Nacional in Spanien.

Daneben gehören zu den Mitgliedern Institute fast aller europäischer, kaukasischer und nordafrikanischer Staaten (außer Luxemburg, Ungarn, Estland, Lettland und Litauen) sowie Djiboutis, Saudi-Arabiens, des Jemen, der Vereinigten Arabischen Emirate, Israels und Jordaniens. Außerordentliche Mitglieder per Gesetz sind die Europäische Seismologische Kommission (ESC), die Observatories and Research Facilities for European Seismology (ORFEUS), das International Seismological Center (ISC) und der United States Geological Survey. Insgesamt hat das EMSC 76 Mitglieder aus 49 Ländern. Die ESC, das ISC und ORFEUS stellen einen zusätzlichen Vertreter, die als gesonderte Vorstandsmitglieder fungieren. Ein Fachbeirat aus fünf Personen überwacht die wissenschaftliche und organisatorische Arbeit der Gesellschaft.